# 采石街道
采石街道，是中华人民共和国安徽省马鞍山市雨山区下辖的一个乡镇级行政单位。

## 行政区划
采石街道下辖以下地区：
牛渚社区和横江社区。